# 後藤市右衛門
後藤 市右衛門（ごとう いちえもん、前名・仙三、1888年〈明治21年〉2月8日 - 1956年〈昭和31年〉）は日本の商人（質商）、地主・家主、実業家、鳥取県多額納税者。

## 経歴
鳥取県米子市内町出身。実業家・後藤快五郎の長男。前名・仙三を改め、1927年、家督を相続する。質商を営む。山陰土地監査役、昭和保全、雲陽実業銀行各取締役などをつとめる。

## 人物
貴族院多額納税者議員選挙の互選資格を有する。趣味は書画、骨董、俳句、和歌。宗教は真宗。住所は米子市内町。

## 家族・親族

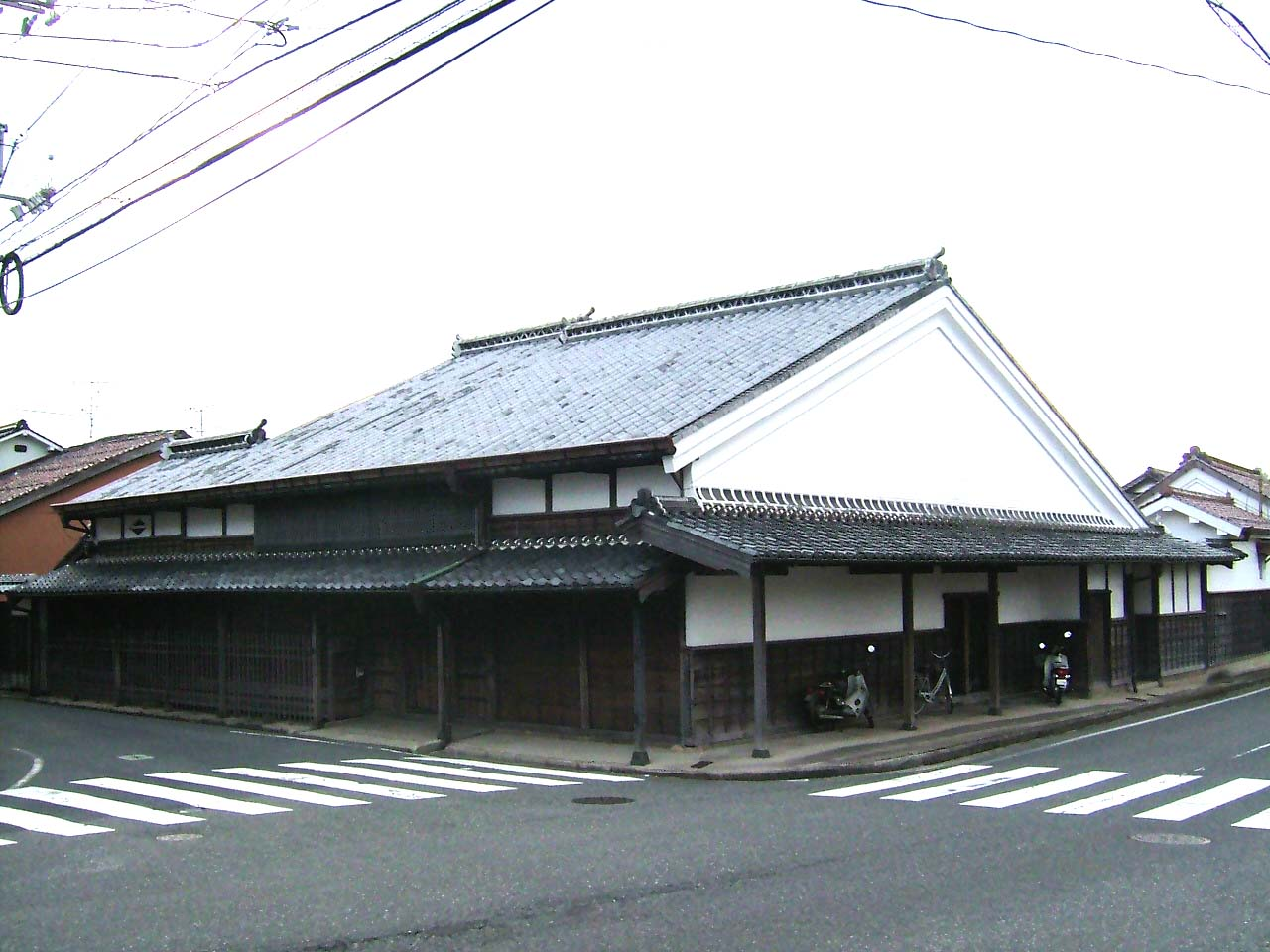
後藤家住宅

後藤家
- 父・快五郎[11]（1864年 - 1927年、鳥取平民[12]、実業家、質商、倉庫業、煙草元売捌[注 2]、山陰実業銀行専務取締役[5][12]） - 島根出身、旧姓・小林[11]。1887年、生家を出て、後藤栄三郎の養子となる[11]。
- 継母・クマ（1873年 - ?、鳥取、後藤栄三郎の二女）[1][4]
- 妹・彌生（1891年 - ?、鳥取、高田博愛の妻）[1][4]
- 弟[1]
- 叔母
  - さい（1876年 - ?、鳥取、角田九郎の妻）[1]
  - なを（1881年 - ?、鳥取、名島嘉吉郎の妻）[4]
- 妻・すゑ（1888年 - ?、鳥取、名島嘉吉郎の妹[1][4]、名島嘉吉郎の五女[12]）
- 長男・律（1910年[1]、あるいは1909年[4] - ?、質屋）
- 二男[4]
- 長女[4]
- 二女[4]
- 孫[4]

親戚
- 高田繁太郎（福万の高田家11代目、大地主）
- 高田博愛（高田家12代目、農業、鳥取県多額納税者）
- 角田九郎[1]（鳥取県多額納税者、商業）
- 名島嘉吉郎[1]（鳥取縣多額納税者、名和川屋、醤油醸造、砂糖綛糸卸売業）